# Ivanyči
Ivanyči (Ucraino: Іваничі) è un insediamento rurale ucraino (6 260  abitanti) nel distretto di Volodymyr nell'oblast' di Volinia. Ospita l'amministrazione della comunità territoriale di Ivanyči, una delle comunità territoriali dell'Ucraina.
Fino al 18 luglio 2020 Ivanyči fungeva da centro amministrativo del distretto di Ivanyči, abolito come parte della riforma amministrativa dell'Ucraina, che ha ridotto a quattro il numero dei distretti dell'oblast' di Volinia. L'area del distretto di Ivanyči è stata fusa nel distretto di Volodymyr. 
Fino al 26 gennaio 2024 Ivanyči era classificata come insediamento di tipo urbano. Da tale data è entrata in vigore una nuova legge che ha abolito questo status e Ivanyči è stata riclassificata come insediamento rurale.